# 衡阳庵
衡阳庵位于福建省安溪县长坑乡衡阳村，为安溪县级文物保护单位。衡阳庵始建于南宋中叶，初称为仙公宫，嘉靖二年（1523年）改为衡阳庵，庵内所供奉的神祇为道佛结合，全庵有响惠堂、圣响堂、圣真堂、普济堂、灵慧庙、灵圣庙等六个神庙。衡阳庵是一座闽南宗教文化的小博物馆，庵堂内有颗几百年树龄的桂花树，1995年7月14日成立安溪县第四批县级文物保护单位。